# يو إف سي 295
يو إف سي 295: بروهاسكا ضد بيريرا (بالإنجليزية: UFC 295: Procházka vs. Pereira)‏ هو حدث لفنون القتال المختلطة نظمته يو إف سي، وأُقيم في 11 نوفمبر 2023، على ماديسون سكوير جاردن في مدينة نيويورك، نيويورك، الولايات المتحدة.

## الخلفية
سيمثل هذا الحدث الزيارة السابعة للمنظة إلى مدينة نيويورك والأولى منذ يو إف سي 281 في نوفمبر 2022.
كان من المتوقع أن يتصدر البطل الحالي جون جونز (أيضًا بطل يو إف سي لوزن خفيف الثقيل مرتين سابقًا) والبطل السابق مرتين ستيبي ميوتيتش الحدث في نزال على بطولة يو إف سي للوزن الثقيل. ولكن في 25 أكتوبر، تم الإعلان عن إلغاء النزال بعد تعرض جونز لإصابة في العضلات الصدرية تتطلب عملية جراحية. نتيجة لذلك، اختارت المنظمة حجز نزال على اللقب المؤقت بين المقاتل الاحتياطي المقرر أصلاً سيرجي بافلوفيتش وتوم أسبينال في الحدث الرئيسي المشترك.
سيكون نزال على لقب بطولة يو إف سي لوزن خفيف الثقيل الشاغر بين البطل السابق يري بروهاسكا (أيضًا بطل رايزن لوزن خفيف الثقيل الافتتاحي) وبطل يو إف سي للوزن المتوسط السابق أليكس بيريرا (أيضًا بطل غلوري للوزن المتوسط والوزن الثقيل الخفيف السابق) كان من المتوقع في الأصل أن يكون بمثابة الحدث الرئيسي المشترك، ولكنه سيكون الآن الحدث الرئيسي بعد إلغاء الحدث الرئيسي للحدث. أخلى البطل السابق جمال هيل اللقب بعد إصابته بتمزق في وتر العرقوب.
ومن المتوقع أن يُقام نزال في وزن الذبابة بين جوشوا فان وكيفن بورخاس في هذا الحدث. كان من المقرر سابقًا أن يلتقي الثنائي في سلسلة منافسات دانا وايت 57، ولكن تم سحب فان لمواجهة زالجاس زوماجولوف في حدث يو إف سي على إيه بي سي: إيميت ضد توبوريا.
كان من المقرر إجراء نزال في الوزن المتوسط بين ديريك برانسون ورومان دوليدز في هذا الحدث. ولكن برونسون انفصل عن المنظمة وتم إلغاء النزال.
كان من المتوقع إجراء نزال في وزن الذبابة بين مات شنيل وستيف إرسيج في هذا الحدث. ومع ذلك، انسحب شنيل من النزال لأسباب غير معروفة وحل محله أليساندرو كوستا.
كان من المقرر أن يكون هنالك نزال بين ماتيوش ريبيكي ونورولو علييف في الوزن الخفيف في هدا الحدث. ومع ذلك، انسحب علييف من الحدث في أوائل نوفمبر بسبب الإصابة. ومن غير الواضح ما إذا كان مسؤولو يو إف سي سيبحثون عن بديل.

## بطاقة القتال
1. ↑  على لقب بطولة يو إف سي لوزن خفيف الثقيل الشاغر.
2. ↑  على لقب بطولة يو إف سي للوزن الثقيل المؤقت.